# Rio Cumbijã
Rio Cumbijã är en flodmynning i Guinea-Bissau. Den ligger i den södra delen av landet, 100 km söder om huvudstaden Bissau.